# Constante de Coulomb

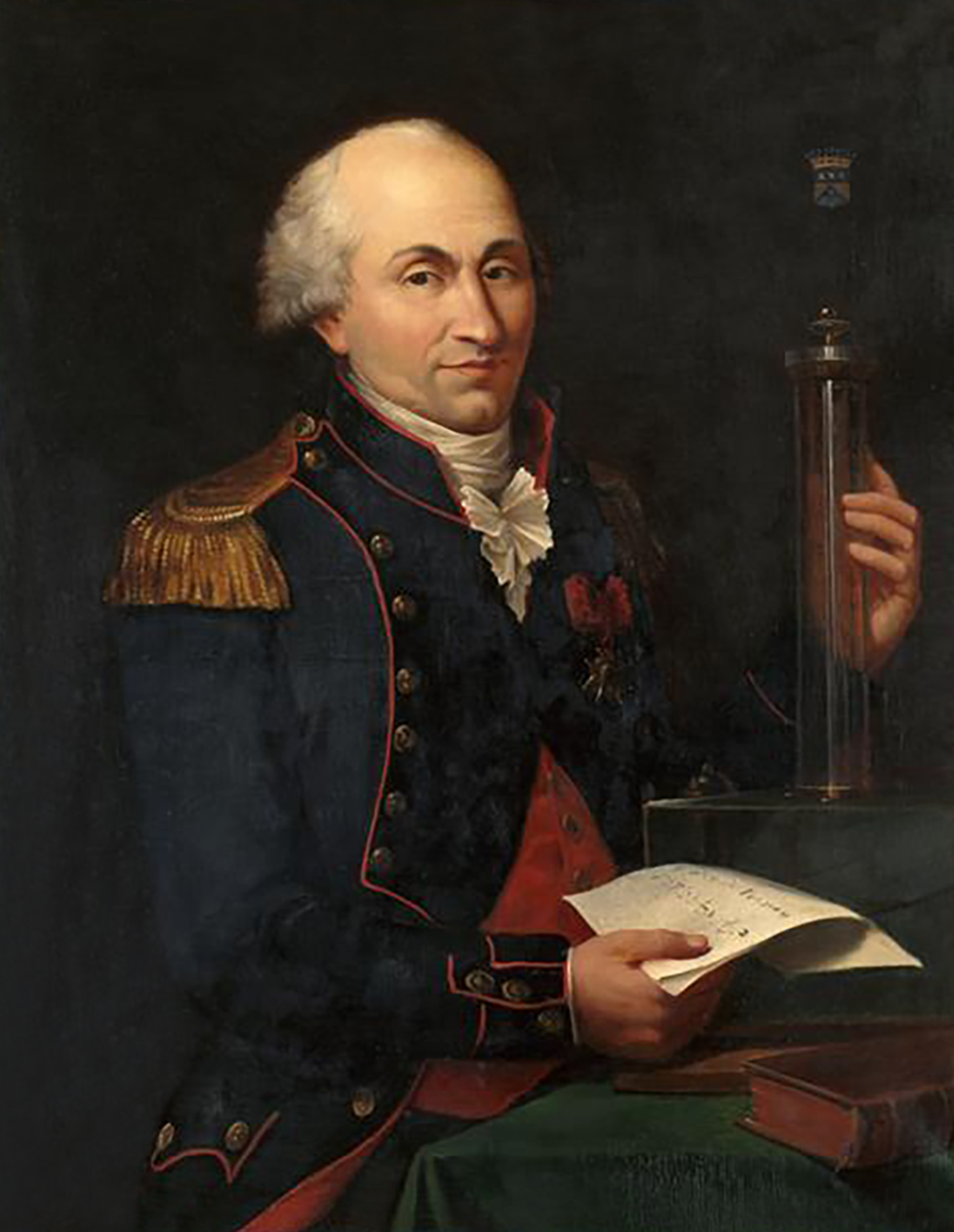
Charles de Coulomb

Constante de Coulomb, também chamada de constante eletrostática, ou constante de força elétrica, é a constante de proporcionalidade k que aparece na equação da força eletrostática da lei de Coulomb, bem como em outras fórmulas relacionadas à eletricidade. Foi nomeada em homenagem ao físico francês Charles-Augustin de Coulomb (1736-1806), que introduziu a lei de Coulomb.

## Valor da constante
A constante de Coulomb é a constante de proporcionalidade na lei de Coulomb,
{\displaystyle \mathbf {F} =k_{\text{e}}{\frac {Qq}{r^{2}}}\mathbf {\hat {e}} _{r}} .
Nessa expressão {\displaystyle {\hat {e}}_{r}} é um vetor unitário na direção {\displaystyle \mathrm {r} }. No Sistema Internacional de Unidades (SI):
{\displaystyle k_{\text{e}}={\frac {1}{4\pi \varepsilon _{0}}}}
O valor exato da constante deriva do valor de três constantes fundamentais no vácuo: a velocidade da luz, a permeabilidade magnética e a permissividade elétrica, ligadas pelas equações de Maxwell da seguinte forma:
{\displaystyle {\frac {1}{\mu _{0}\varepsilon _{0}}}=c_{0}^{2}}
No SI essas constantes são:
- {\displaystyle c_{0}\ } é a velocidade da luz no vácuo = 299 792 458 m s−1
- {\displaystyle \varepsilon _{0}\ } é a permissividade elétrica do vácuo = 8,854187817 × 10−12 C2m−2N−1
- {\displaystyle \mu _{0}\ } é a permeabilidade magnética do vácuo = 4π × 10−7 H m-

Antes da redefinição das unidades do SI, a constante de Coulomb no vácuo era considerada como tendo um valor exato:
{\displaystyle {\begin{aligned}k_{\text{e}}&={\frac {1}{4\pi \varepsilon _{0}}}={\frac {c_{0}^{2}\mu _{0}}{4\pi }}=c_{0}^{2}\times 10^{-7}\ {H\cdot m}^{-1}\\&=8.987\,551\,787\,368\,176\,4\times 10^{9}\ {N\cdot m^{2}\cdot C}^{-2}.\end{aligned}}}
Desde a redefinição, a constante de Coulomb não é mais exatamente definida e está sujeita ao erro de medição. Conforme calculado a partir dos valores recomendados do CODATA 2018, a constante de Coulomb é
{\displaystyle k_{\text{e}}=8.987\,551\,792\,3\,(14)\times 10^{9}\ {N\cdot m^{2}\cdot C}^{-2}}
Em unidades gaussianas:
{\displaystyle k_{\text{e}}=1}
Em unidades de Lorentz–Heaviside (ou racionalizada):
{\displaystyle k_{\text{e}}={\frac {1}{4\pi }}}

## Uso
A constante de Coulomb é usada em muitas equações elétricas, embora às vezes seja expressa como o seguinte produto da constante permissividade do vácuo:
{\displaystyle k_{\text{e}}={\frac {1}{4\pi \varepsilon _{0}}}.}
A constante de Coulomb aparece em muitas expressões, incluindo as seguintes:
Lei de Coulomb:
{\displaystyle \mathbf {F} =k_{\text{e}}{Qq \over r^{2}}\mathbf {\hat {e}} _{r}.}
Energia potencial elétrica:
{\displaystyle U_{\text{E}}(r)=k_{\text{e}}{\frac {Qq}{r}}.}
Campo elétrico:
{\displaystyle \mathbf {E} =k_{\text{e}}\sum _{i=1}^{N}{\frac {Q_{i}}{r_{i}^{2}}}\mathbf {\hat {r}} _{i}.}